# Association sportive Sault-lès-Rethel
Maillots
L'Association sportive Sault-lès-Rethel est un ancien club de football féminin français basé à Sault-lès-Rethel et aujourd'hui disparu.
Les Sault-Retheloises ont évolué deux saisons en première division dans les années 1980, ainsi qu'une saison en seconde division.
Le club comprend également une section masculine, toujours en activité, mais qui n'a jamais joué au niveau national.

## Palmarès
Le tableau suivant liste le palmarès du club dans les différentes compétitions officielles au niveau national et régional.
| Compétitions nationales     | Équipes de jeunes           |
| Votre aide est la bienvenue | Votre aide est la bienvenue |

## Bilan saison par saison
Le tableau suivant retrace le parcours du club depuis la création de la première division en 1974, jusqu'à sa disparition.
| Édition   | Division 1   | Division 2             | Divisions Régionales |
| 1974-1980 | -            | Championnat inexistant | …                    |
| 1980-1981 | Premier tour | Championnat inexistant | -                    |
| 1981-1985 | -            | -                      | …                    |
| 1985-1986 | -            | 2e (Gr. B)             | -                    |
| 1986-1987 | 7e (Gr. A)   | Championnat inexistant | -                    |
| 1987-.... | -            | Championnat inexistant | …                    |